# Állomásnév
Az állomásnév vagy hosztnév (hostname) egy számítógép-hálózatra csatlakozó eszközhöz (host – gazdagép vagy állomás) rendelt címke, ami azonosítja az eszközt az elektronikus kommunikáció valamely formája során, például e-mail-küldés során, a World Wide Weben vagy a Useneten. Az állomásnevek állhatnak egyetlen szóból vagy kifejezésből, vagy rendelkezhetnek Domain Name System-beli utótaggal, amit az állomás saját címkéjétől pont választ el. Ebben az utóbbi esetben az állomásnév egyben tartománynév is. Ha a tartománynév teljesen meg van adva, az internetes legfelső szintű tartomány szintjéig, az állomásnév úgynevezett teljesen minősített tartománynév.
A DNS-tartományokat magába foglaló állomásneveket a DNS erőforrásrekordjaiban általában együtt tárolják az általuk reprezentált állomás IP-címeivel, hogy hozzárendeljék az állomásnevet az IP-címhez, vagy éppen fordítva.

## Áttekintés
Hosztneveket különböző elnevezési rendszerek használnak, köztük a Network Information Service (NIS), a Domain Name System (DNS) és a Server Message Block (SMB); az „állomásnév” kifejezés jelentése az egyes elnevezési rendszerek között különböző lehet. Egy Microsoft NetBIOS munkacsoportban érvényes állomásnév könnyen érvénytelen lehet az internet kontextusában. Manapság ha kontextus nélkül említünk egy hosztnevet, általában feltehető, hogy a hálózat az internet, a szóban forgó elnevezési rendszer pedig a DNS.
Az állomásnevek igen alkalmasak adminisztratív célokra: megjelenhetnek számítógép-tallózási listákban, Active Directory-listákban, IP-cím-állomásnév feloldáskor, e-mailek fejléceiben stb. Olyan, ember számára jól olvasható nevek, amik egy hálózati címet azonosítanak.

## Internetes állomásnevek
Az interneten az állomásnév az állomáshoz (gazdagéphez) rendelt tartománynév, amit általában az állomás lokális nevének és a szülőtartomány nevének a kombinációja alkot. Például a  hu.wikipedia.org a helyi állomásnévből (hu) és a wikipedia.org tartománynévből áll össze. Az állomás(hoz rendelt tartomány)nevet a helyi hosts fájl vagy egy DNS-resolver oldja fel IP-címmé. Egyetlen gazdagép több hosztnévvel is rendelkezhet (lásd virtual hosting), de általában a gazdagép operációs rendszere ezek közül egyet megkülönböztetetten kezel, mint a gép állomásnevét.
Bármely tartománynév egyben állomásnév is lehet, ha néhány, alább részletezett feltételnek is eleget tesz. Tehát a hu.wikipedia.org és a wikipedia.org egyben állomásnevek is, mivel mindkettőhöz tartoznak IP-címek, az org viszont nem állomásnév, mivel nem tartozik hozzá IP-cím. Tehát: egy állomásnév egyben tartománynév is lehet, ha megfelelően be van jegyezve a tartománynévrendszerbe; egy tartománynév állomásnév is lehet, ha egy internetes gazdagéphez és annak IP-címéhez hozzá van rendelve.

### Állomásnevekre vonatkozó korlátozások
Az interneten érvényes állomásnevek, ahogy más tartománynevek is, pontokkal elhatárolt DNS címkékből állnak (pl. hu.wikipedia.org). Egy-egy címke hosszúsága 1-63 karakter, a tartománynév teljes hosszúsága pedig a határoló pontokkal együtt legfeljebb 253 karakter lehet.
Az internetes tartománynevekben a szabványok szerint egy preferált formátum és karakterkészlet használatos. A címkékben az ASCII karakterkészlet egy részhalmaza engedélyezett, ami az angol ábécé kis- és nagybetűiből, 0-9-ig a számokból és a kötőjelből áll. A tartománynevek kiértékelése kisbetű-nagybetű érzéketlen módon történik. A címkék nem kezdődhetnek vagy végződhetnek kötőjellel, és nem állhatnak csupa számból (bár létezik az interneten olyan tartománynév, ami nem tartja be ezt a szabályt).
Bár interneten érvényes állomásnév nem tartalmazhat a fentieken kívül más karaktereket, más DNS-nevekben lehet aláhúzás (_) karakter. Egyes rendszerek, mint a DomainKeys vagy a szolgáltatásrekordok az aláhúzásjellel biztosítják, hogy az általuk használt bejegyzések nem téveszthetők össze állomásnevekkel. Például a _http._sctp.www.example.com egy SCTP-t értő webkiszolgálót határoz meg az example.com tartományban. 
A specifikációval szembemenve a Microsoft Windows rendszerek állomásnevei gyakran tartalmaznak aláhúzásjelet, mivel a korábban elterjedt NetBIOS/WINS névfeloldás megengedte azt (a Windows 2008 DNS-kiszolgálója ráadásul az interneten szabványos mellett a Unicode karakterkészlet használatát is kezeli a tartománynevekben). Az ilyen nevek használata helyi hálózatban nem feltétlenül okoz problémát, de – mert egyes rendszerek lekezelik a Unicode-neveket, de pl. egy RFC szerint működő levelezőkiszolgáló elutasíthatja az ilyen nevű gazdagépeket – használatuk azért nem ajánlott. Az Android okostelefonok is megengedik az aláhúzásjel használatát.
Ha az állomásnév az internetes legfelső szintű tartomány szintjéig tartománynévként meg van határozva, akkor az állomásnév úgynevezett teljesen minősített tartománynév. A hu.wikipedia.org az org legfelső szintű tartománnyal végződik, ezért teljesen minősített. A névfeloldás megvalósításától függően egy nem teljesen minősített tartománynév, mint csail vagy wikipedia automatikusan kiegészülhet egy előre konfigurált DNS-utótaggal, hogy meg lehessen határozni a teljesen minősített tartománynevet. Az előző példában az MIT hallgatója levelet küldhet a joe@csail címre, és a levelezőrendszer automatikusan a joe@csail.mit.edu címre fogja azt továbbítani.
Általános iránymutatást az állomásnevek helyes megválasztására az RFC 1178 ad.

## Hostname parancs
DOS és Windows rendszerekben a hostname parancs szolgál az állomásnév kiíratására, Unix/Linux alatt megváltoztatására is. Windows alatt csak feltelepített TCP/IP protokoll esetén működik, a megváltoztatást pedig elsősorban a Support Tools részét képező netdom paranccsal vagy a grafikus felületen lehet elvégezni.

## Fordítás
- Ez a szócikk részben vagy egészben a Hostname című angol Wikipédia-szócikk ezen változatának fordításán alapul.  Az eredeti cikk szerkesztőit annak laptörténete sorolja fel. Ez a jelzés csupán a megfogalmazás eredetét és a szerzői jogokat jelzi, nem szolgál a cikkben szereplő információk forrásmegjelöléseként.